# 陳伯顏
陳伯顏，浙江衢州府常山縣东鲁（今屬宋畈乡）人，明初官員。進士出身。

## 生平
陳伯顏爲衢州府學生，洪武二十三年（1390年）中式庚午科舉人，次年聯捷辛未科二甲進士。官至四川道監察御史。